# Arrhenophanes
Arrhenophanes là một chi bướm đêm thuộc họ Arrhenophanidae.

## Các loài
- Arrhenophanes perspicilla (Stoll, 1790)
- Arrhenophanes volcanica Walsingham, 1913